# Japanagromyza perplexa
Japanagromyza perplexa är en tvåvingeart som beskrevs av Spencer 1975. Japanagromyza perplexa ingår i släktet Japanagromyza och familjen minerarflugor.
Artens utbredningsområde är Sri Lanka. Inga underarter finns listade i Catalogue of Life.